# Ninetjer
Ninetjer o Neterimw o Neteren (nom d'Horus, Nesut-bit i Nebti: Ninejter = "el que agrada als déus" o "el que pertany a déu") fou el tercer faraó de la dinastia II de l'antic Egipte.
Manethó li atribueix un regnat de 47 anys i li dona el nom de Binothris. El papir de Torí sembla que esmenta que va morir amb 95 anys i se l'esmenta com a Banetjer ('Servidor de déu' o 'Ba el de déu'). A la llista d'Abidos, se l'esmenta com a Baneteren o Neteren i a la de Saqqara com a Baneteru ('Ba el diví'). Eusebi l'anomena Biophis.
Segells d'aquest faraó s'han trobat en diversos llocs del Baix Egipte i a Saqqara (en total, el nom del faraó apareix 20 vegades; un total de sis tombes particulars a Umm al-Qaab i Saqqara tenen el seu nom; aquestes tombes particulars corresponen a Mdjh Gnwty Ruaben o Niurab (primera part del regnat de Ninetjer), Ptahenhpty (Ni-hpty-Ptah) i a la part final Khnwmneferhotep (Nfr-htp-Khnemw) i Khnwmenii (Ji-en-Khnemw); l'altra esmenta noms d'una ciutat, Grgt Nekhbet, i de déus Hwt-[Hor]-wa-Pe i pertany a un oficial del rei el nom del qual no s'esmenta; una tomba esmenta el nom de Nikara com a possible titular. També en una mastaba a Guiza (amb segells en 11 gerres) i a la necròpolis d'Helwan a la tomba anomenada 504 H4, on s'esmenta el nom Hwt sntjer netjerw, i els déus Per-Desher and Grgt Nekhbet. A Tell al-Farain, a Buto, n'hi ha algunes inscripcions.
A l'Alt Egipte, només se l'esmenta una vegada a Abidos, en dues gerres de la tomba de Peribsen, que possiblement fou portada allí des del nord, amb el nom Nebra sobreescrit com a Ninetjer, i un altre amb el signe d'una barca. El seu nom també apareix en altres objectes: una etiqueta de vori de la zona de Saqqara i una estatueta de pedra d'alabastre (l'estatueta anomenada de Redjit o bé d'Hetepdief, sacerdot encarregat del culte als faraons, que ja vivia durant els precedents regnats).
Les inscripcions a Saqqara fan creure que, efectivament, va tenir un llarg regnat d'almenys 35 anys (va fer el cens bianual almenys 17 vegades).
A la pedra de Palerm, s'esmenten fets d'alguns dels seus anys de regnat, un total de 15, del sisè al vint-i-unè. Els anys de l'1 al 5 i del 21 al 36 s'han perdut, i els 9 darrers anys apareixen, però no es poden llegir al fragment de la pedra del Museu d'Antiguitats Egípcies del Caire. Els fets narrats són:
- any 6è: Shemsw Hor (Festival dels seguidors d'Horus); realització per tercera vegada del cens bianual dels ramats.
- any 7è: aparició del rei del Baix Egipte i estira la corda pel Hwt Hrw Rn (llegit com [Ntr] r-n (possiblement es referix a la fundació d'una capella).
- any 8è: Shemsw Hor; quarta vegada del cens.
- any 9è: aparició del rei de l'Alt i Baix Egipte a la cursa d'Apis.
- any 10è: Shemsw Hor; cinquena realització del cens.
- any 11è: aparició del rei del Baix Egipte en el seu segon festival de Bark o Sokar.
- Any 12è: Shemsw Hor; sisena vegada del cens.
- Any 13è: primera celebració de la festa de Hr sb3 pt ('Horus estel del cel') o primera entrada a l'edifici Hr dw3 pt. Fundació (atac?) dels dominis Shem Re i Mehwt ('El sol ha vingut' i 'El Nord'). Els experts no estan d'acord en si cal llegir fundació de les ciutats o atac a les ciutats; la primera versió té més partidaris.
- Any 14è: Shemsw Hor; setena vegada del cens. L'altura del Nil només arriba a un cúbit (i continua baix als anys següents).
- Any 15è: aparició del rei del Baix Egipte a la segona cursa d'Apis.
- Any 16è: Shemsw Hor; vuitena realització del cens.
- Any 17è: aparició del rei del Baix Egipte, tercera celebració del Festival de Bark o Sokar.
- Any 18è: Shemsw Hor; novena realització del cens.
- Any 19è: aparició del rei del Baix Egipte, sacrifici en honor de la mare del rei, festes de l'eternitat (Djet). La lectura de Maa (n) Mwt-Neswt djet sembla referir-se a la mort de la mare del rei guanyant així l'eternitat, però no hi ha unanimitat.
- Any 20è: Shesw Hor; desena realització del cens.

La seva tomba es va trobar a Saqqara per l'arqueòleg S. B. Hassan, als anys quaranta, al sud de la piràmide de Djoser i no gaire llunyana (150 m) de la del primer faraó de la dinastia, Hotepsekhemui. És menys gran que la d'aquest i té galeries que tampoc foren acabades. S'inicia a la mastaba del visir Nebkawhor i continua cap a les galeries irregulars, a causa de la qualitat de la pedra. Una altra excavació s'hi va fer el 1980 i va revelar que era més gran del que se suposava abans.
Sobre els seus actes constatats a la pedra, són en general aparicions als festivals o actes religiosos com el de Sokar, que es feia cada sis anys o el culte a Apis (l'any 9 i 15 del seu regnat), quasi tots a la regió de Memfis (a l'Alt Egipte, només es feia el de Nekhbet o Elkab). A l'any setè, es creu que va fundar una capella. El tretzè any es va produir la fundació (per alguns atacs) de dues ciutats, l'una que s'ha traduït com a 'El Nord' o 'Terra del nord' o 'Casa del nord' (Mehwt), i una altra que s'anomena Shem-Re, i els experts partidaris de traduir-la com a 'atac' consideren que són els signes d'una rebel·lió a la zona del delta. Alguns fets coneguts d'altres fonts, sense data, com l'assistència al festival de Sokar o el 17 cens bianual, podrien haver tingut lloc en el 24è i 35è anys de regnat.
La seva successió és incerta i n'hi ha diverses teories:
- Fou succeït per Peribsen (Seth-Peribsen) a tot el país (possible posterior fragmentació del país).
- Fou succeït per Peribsen al sud i Weneg (o Za) al nord.
- Fou succeït per Sekhemib a tot el país (possible posterior fragmentació del país).
- Fou succeït per Sekhemib al sud i Weneg (o Za) al nord.
- Fou succeït per Za (dubtós), Weneg, Sened, Nubnefer, Neferkare i Neferkaseker, abans de Sekhemib i/o Peribsen i Khasekhemui.

Des de la mort del faraó, hi ha un període fosc d'una quarantena d'anys i els dubtes per ara no tenen resposta.